# Gestalttherapie (Zeitschrift)
Die Zeitschrift Gestalttherapie (ISSN 0933-4238) ist das Organ der Deutschen Vereinigung für Gestalttherapie – DVG e. V. Sie wurde 1987 von deutschen Gestalttherapeuten und dem Verlag Edition Humanistische Psychologie (heute EHP – Verlag Andreas Kohlhage) gegründet. Sie erscheint zweimal im Jahr.
Die Zeitschrift Gestalttherapie ist sowohl Abonnementszeitschrift mit Einzelheftverkauf im Buchhandel als auch Mitgliederzeitschrift der DVG e. V. und veröffentlicht im Schwerpunkt Aufsätze zur Darstellung und Weiterentwicklung der Gestalttherapie. Sie ist das wichtigste Forum für die innerhalb der Gestalttherapie forschenden und arbeitenden Therapeuten.